# 普里科尔东内 (敖德萨州)
46°5′9″N 29°0′11″E / 46.08583°N 29.00306°E
普里科尔东内（烏克蘭語：Прикордонне），2024年9月前称为第一小雅羅斯拉韋茨（烏克蘭語：Малоярославець Перший），是位於烏克蘭西南部的村莊，由敖德萨州博爾赫拉德區的塔魯蒂內市鎮負責管轄。該村始建於1830年，海拔高度66米，2001年人口598。
2024年9月19日，乌克兰最高拉达将该村的名字改为“普里科尔东内”。